# Вандам, Пьер
Пьер Жан Корнель Вандам (фр. Pierre Georges Corneille Vandame; 17 июня 1913, Лилль — 6 марта 1993, Васкеаль) — французский хоккеист на траве, нападающий. Участник летних Олимпийских игр 1948 года.

## Биография
Пьер Вандам родился 17 июня 1913 года во французском городе Лилль.
В 1948 году вошёл в состав сборной Франции по хоккею на траве на летних Олимпийских играх в Лондоне, поделившей 10-12-е места. Играл на позиции нападающего, провёл 3 матча, забил (по имеющимся данным) 1 мяч в ворота сборной Пакистана.
Умер 6 марта 1993 года во французской коммуне Васкеаль.